# Leberbrauner Milchling
Der Leberbraune Milchling oder Späte Milchling (Lactarius hepaticus) ist eine Pilzart aus der Familie der Täublingsverwandten (Russulaceae). Es ist ein mittelgroßer Milchling, dessen Milch sich gelb verfärbt. Er hat einen leber- bis orangebraunen Hut und cremeockerfarbene Lamellen. Der in West- und Mitteleuropa zerstreut verbreitete bis ziemlich häufige Milchling kommt in Nadelwäldern vor und wächst meist bei Kiefern. Die Fruchtkörper erscheinen oft erst spät im Jahr. Der Milchling ist kein Speisepilz.

## Merkmale

### Makroskopische Merkmale
Der Hut ist 3–6 cm breit, anfangs flach gewölbt, später ausgebreitet und in der Mitte mehr oder weniger niedergedrückt. Oft hat der Milchling einen kleinen Buckel. Die Hutoberfläche ist glatt, hygrophan und bei Feuchtigkeit fettig glänzend und satt rot- bis kastanienbraun, meist aber arttypisch stumpf leberbraun gefärbt. Gelegentlich kann das Braun einen olivfarbenen Beiton haben. Bei Trockenheit kann der Hut stark ausblassen und ist dann hell ockerbraun gefärbt. Der Rand ist glatt bis schwach gerieft oder gefurcht.
Die nicht oder nur wenig gegabelten Lamellen sind jung cremeweißlich, dann ockerlich und im Alter mehr oder weniger rostbraunfleckig. Sie sind breit angewachsen oder laufen etwas am Stiel herab. Die Schneiden sind glatt und das Sporenpulver ist cremefarben.
Der zylindrische und meist volle Stiel ist 3–7 cm lang und 0,5–1 cm breit. Die Oberfläche ist glatt, stellenweise auch schwach längsaderig und ähnlich wie der Hut gefärbt, doch ist die Basis oft dunkler und wird zur Spitze hin heller. Bei jungen Fruchtkörpern ist der Stiel auf ganzer Länge bereift.
Die Milch ist weiß und verfärbt sich innerhalb von 1–2 Minuten auf einem Papiertaschentuch schwefelgelb. Sie schmeckt bitter und scharf. Auch das blass creme- bis hell ockerfarbene Fleisch schmeckt scharf und kann sich im Schnitt stellenweise schwefelgelb verfärben. Der Geruch ist schwach und uncharakteristisch.

### Mikroskopische Merkmale
Die rundlichen bis elliptischen Sporen sind durchschnittlich 7,8–8,4 µm lang und 6,4–6,9 µm breit. Der Q-Wert (Quotient aus Sporenlänge und -breite) ist 1,1–1,3. Das Sporenornament ist 0,5–1 µm hoch und besteht aus wenigen Warzen und kurzen gratigen Rippen, die durch feinere Linien fast vollständig netzartig verbunden sind. Der Hilarfleck ist mehr oder weniger inamyloid. Die meist viersporigen Basidien sind keulig bis bauchig und messen 35–50 × 9–12 µm.
Die mehr oder weniger zylindrischen bis schmal spindelförmigen Pleuromakrozystiden sind ziemlich häufig bis zahlreich und messen 40–80 (–95) × 5–10 µm. Ihr oberes Ende ist meist spitz. Die Lamellenschneiden sind mehr oder weniger steril und mit zahlreichen, mehr oder weniger zylindrischen oder spindelig bis pfriemförmigen Cheilomakrozystiden besetzt, die 20–50 µm lang und 4–6,5 µm breit sind. Ihr Ende ist spitz oder mucronat, das heißt, es trägt eine kurze, aufgesetzte Spitze.
Die Huthaut (Pileipellis) ist ein Oedotrichoderm oder Trichoderm, das aus unregelmäßig verflochtenen, 3–11 µm breiten Hyphen besteht. Die Hyphen-Endzellen sind mehr oder weniger zylindrisch und 10–45 µm lang und 3,5–6,5 µm breit. Die Hyphen in der Subcutis sind 8–12 µm breit und aufgeblasen.

## Artabgrenzung
Die Art ist in mancher Hinsicht dem Braunroten Milchling (Lactarius badiosanguineus) oder dem Torfmoos-Milchling (Lactarius sphagneti) sehr ähnlich, die aber beide an völlig anderen Standorten vorkommen. Im Unterschied zu diesen Milchlingen hat der Lederbraune Milchling eher stumpfe Hutfarben und seine anfangs weiße Milch gilbt außerdem deutlich. Unter dem Mikroskop ist die Art anhand der kürzeren Hyphenendzellen und der deutlich netzförmig und nicht gratig-zebrastreifigen Sporen zu erkennen, die für den Braunroten Milchling typisch sind. Der Torfmoos-Milchling unterscheidet sich durch die auffallend hellere, gelbliche Hutrandzone und die gelatinisierte Huthaut.

## Ökologie
Der Leberbraune Milchling ist ein Mykorrhizapilz, der vorwiegend mit Kiefern eine Symbiose eingeht. Gelegentlich können auch Fichten und möglicherweise auch Douglasien als Wirt dienen. Der Milchling kommt in erster Linie in verschiedenen Kiefernwald-Gesellschaften und Kiefernforsten vor, wächst aber auch in Eichenwäldern unter eingestreuten Kiefern und in Parks. Man findet ihn vorwiegend auf basen- und nährstoffarmen, sauren, rohhumusreichen oder von dicken Nadelstreuauflagen bedeckten Böden. Diese sind meist mehr oder weniger grundwasserfern und sandig bis anlehmig. Die Fruchtkörper erscheinen meist gesellig und recht spät im Jahr zwischen Ende September und Anfang November.

## Verbreitung

Verbreitung des Langstieligen Pfeffer-Milchling in Europa. Grün eingefärbt sind Länder, in denen der Leberbraune Milchling nachgewiesen wurde. Grau dargestellt sind Länder ohne Quellen oder Länder außerhalb Europas.

Der Leberbraune Milchling ist in Nordasien (Ostsibirien), Nordamerika (USA), Nordafrika (Marokko) und Europa verbreitet. Es ist eine temperate bis subozeanische Art. Man findet den Milchling daher sehr häufig in Westeuropa, besonders in Frankreich und den Beneluxstaaten. In Großbritannien ist er im Süden häufiger und wird nach Norden bis zu den Hebriden seltener. In Mitteleuropa und den Baltischen Staaten ist der Milchling recht zerstreut verbreitet und fehlt in fast ganz Nordeuropa. In Südschweden und -norwegen findet man ihn selten, in Finnland fehlt er ganz.
In Deutschland ist der Milchling recht zerstreut verbreitet, kann aber lokal recht häufig sein. Er kommt zwar in allen Bundesländern vor, ist aber im Süden und Osten deutlich seltener. In Sachsen gilt er als gefährdet in Mecklenburg-Vorpommern ist er gar vom Aussterben bedroht. In Bayern steht der Milchling auf der Vorwarnliste. Auch in der Schweiz ist der Milchling verbreitet, aber nicht häufig.

## Systematik
Der Leberbraune Milchling wurde 1905 durch Plowright erstmals als L. hepatikus beschrieben. Das Artattribut (Epitheton) „hepaticus“ bedeutet leberfarben und bezieht sich auf die Hutfarbe.

### Infragenerische Systematik
Bon stellt den Milchling in seine Sektion Tabidi. Die Vertreter der Sektion haben glatte Hüte und eine sich an der Luft gelb verfärbende Milch. M. Basso stellt ihn in die Untersektion Lacunari, die ihrerseits in der Sektion Russulares steht, bei Heilmann-Clausen et al. steht er direkt in der Sektion Russulares.

## Bedeutung
Der bitter und scharf schmeckende Leberbraune Milchling ist nicht essbar.